# マロアルハンゲリスク

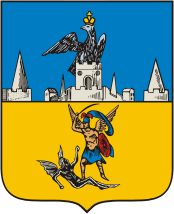
マロアルハンゲリスクの紋章

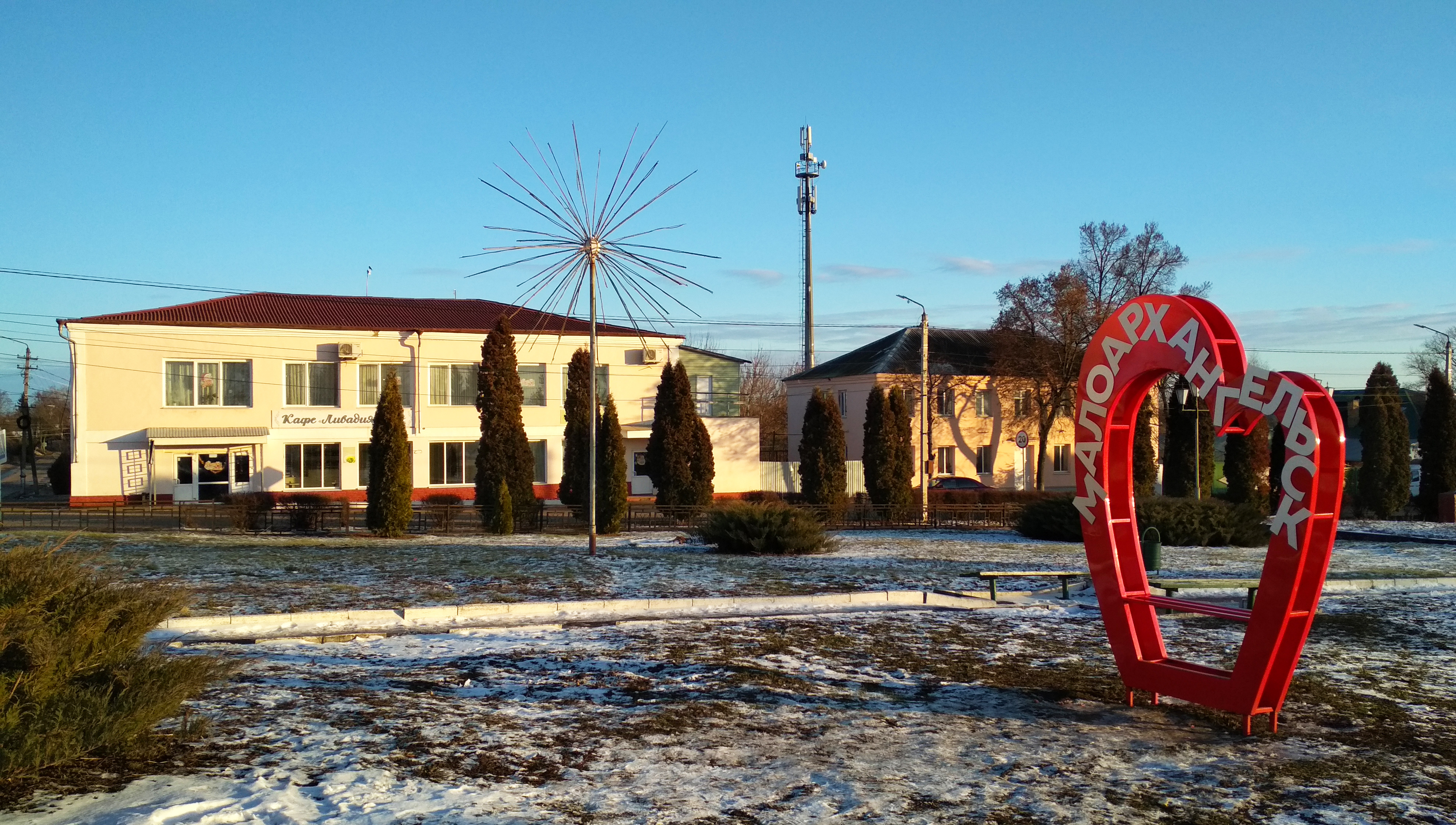

マロアルハンゲリスク（ロシア語: Малоарха́нгельск, Maloarkhangelsk）は、ロシアのオリョール州にある町。人口は3,609人（2021年） 。州都オリョールから南へ80キロメートル。ドン川の支流ビーストラヤ・ソスナ川（ソスナ川、Бы́страя Сосна́）に、ベールイ川が合流する地点にある。

## 歴史
17世紀にアルハンゲリスコエ村（Арх́ангельское）が成立している。この村の名は、大天使（アルハンゲリ）ミカエルの名にちなむ聖堂があったことからきている。1778年に市の地位を与えられ、マールイ・アルハンゲリスキー（Ма́лый Арха́нгельский）と改名された。マールイ（小さな）という接頭辞は、北方の大きな港湾都市アルハンゲリスクと区別するためである。1796年の地方再編で一時的に市の地位を失ったが、1802年にふたたび市となった。その後、市の名前はマロアルハンゲリスクという現在の形に単純化されていった。
独ソ戦中の1941年11月11日にドイツ国防軍に占領され、1943年2月23日に赤軍ブリャンスク戦線により解放された。1943年夏には、西方一帯でクルスクの戦いが起こっている。

## 経済・交通
マロアルハンゲリスクには歴史博物館があり、第二次世界大戦に関する資料などが展示されている。
マロアルハンゲリスクは農業地帯のただなかにあるため、食品工業が中心となっている。また機械工業なども小規模ながら立地している。
市の14km西方には、モスクワ・オリョール・クルスク・ハルキウを結ぶ鉄道が通っている。